# ITunes Live: London Festival '08 (Does It Offend You, Yeah?)
iTunes Live: London Festival '08 è il secondo EP del gruppo musicale britannico Does It Offend You, Yeah?, pubblicato il 15 luglio 2008 dalla Virgin Records.

## Il disco
Pubblicato esclusivamente sull'iTunes Store, l'EP contiene cinque brani tratti dal concerto tenuto dal gruppo il 3 luglio 2008 al Camden Palace Theatre, durante lo svolgimento della seconda edizione dell'iTunes Festival.

## Tracce
1. Doomed Now (Live) – 4:13
2. Battle Royale (Live) – 3:57
3. Attack of the 60 Ft Lesbian Octopus (Live) – 2:08
4. With a Heavy Heart (I Regret to Inform You) (Live) – 4:07
5. We Are Rockstars (Live) – 4:33

## Formazione
- James Rushent – voce, basso
- Morgan Quaintance – chitarra, sintetizzatore
- Dan Coop – sintetizzatore
- Rob Bloomfield – batteria